# Línea Hanazono

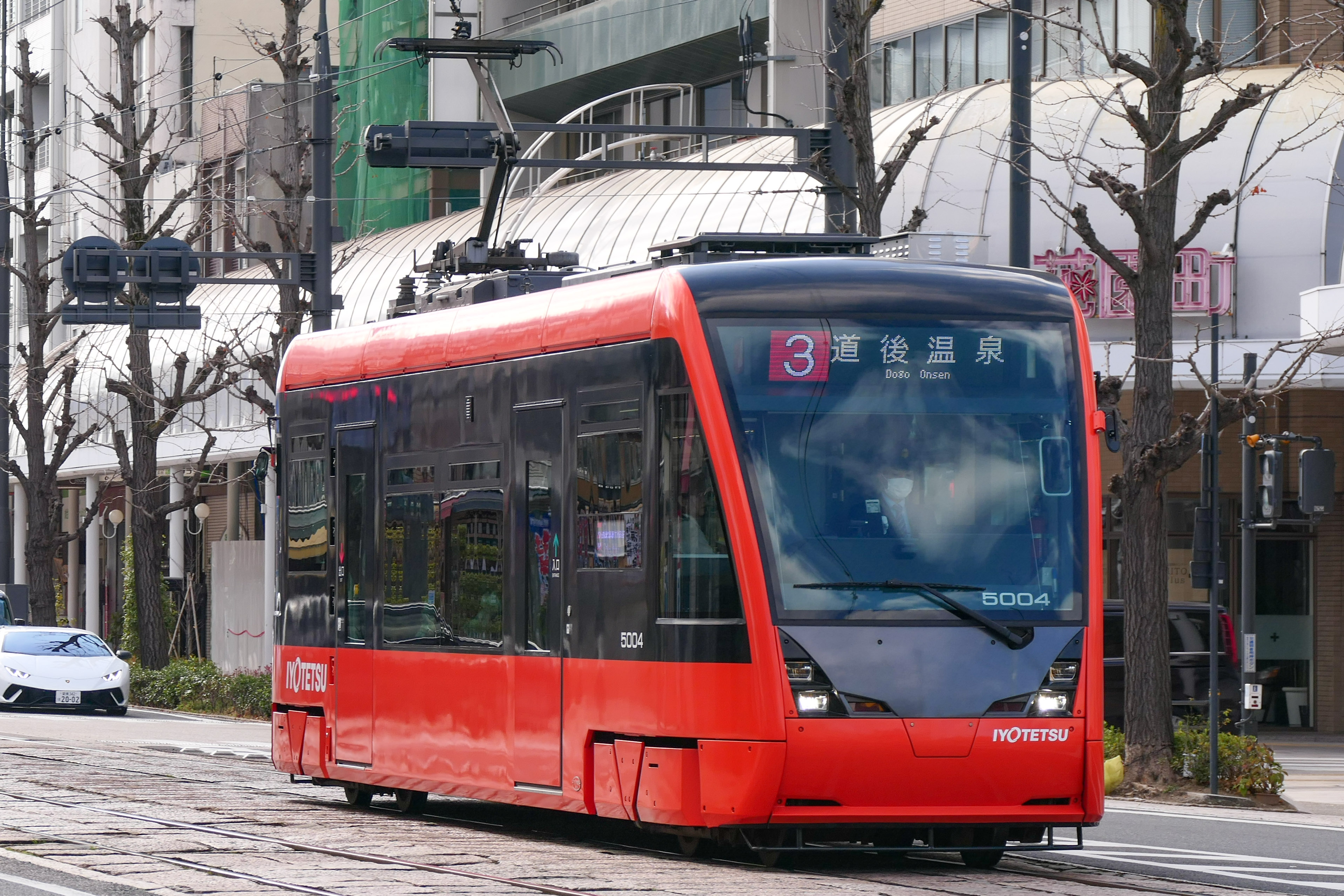
Un tren de las Línea Hanazono

La línea Hanazono (花園線 Hanazono-sen?) es una de las líneas de tranvía del Ferrocarril Iyo. Se extiende desde la estación Estación Matsuyamashi (松山市駅停留場 Matsuyamashieki-teiryūjō?) hasta la estación Minami-Horibata (南堀端停留場 Minamihoribata-teiryūjō?), ambas en la ciudad de Matsuyama de la prefectura de Ehime.

## Características
Todos los servicios del tren de Botchan (坊っちゃん列車 Botchan-ressha?) utilizan la estación Estación Matsuyamashi, en donde realizan el cambio de dirección.

## Datos
- Distancia total: 0,4 km
- Ancho de vía: 1067mm
- Cantidad de estaciones: 2 (incluidas las cabeceras)
- Cantidad de vías: dos vías
- Electrificación: toda la línea (DC600V)

## Recorrido
1. Estación Estación Matsuyamashi (松山市駅停留場 Matsuyamashieki-teiryūjō?), combinación con las líneas locales Takahama, Yokogawara y Gunchū.
2. Estación Minami-Horibata (南堀端停留場 Minamihoribata-teiryūjō?), combinación con la línea urbana Jōnan.

### Ramales
- Ramal 1 (Circunvalación en sentido horario): Estación Matsuyamashi → Línea Hanazono → Minami-Horibata → Línea Jōnan → Nishi-Horibata → Línea Ōtemachi → Komachi → Línea Jōhoku → Heiwadōri 1 → Línea Renraku → Kami-Ichiman → Línea Jōnan → Minami-Horibata → Línea Hanazono → Estación Matsuyamashi
- Ramal 2 (Circunvalación en sentido contra horario): Estación Matsuyamashi → Línea Hanazono → Minami-Horibata → Línea Jōnan → Kami-Ichiman → Línea Renraku → Heiwadōri 1 → Línea Jōhoku → Komachi → Línea Ōtemachi → Nishi-Horibata → Línea Jōnan → Minami-Horibata → Línea Hanazono → Estación Matsuyamashi
- Ramal 3 (Ramal Shieki): Estación Matsuyamashi → Línea Hanazono → Minami-Horibata → Línea Jōnan → Onsen de Dōgo
- Ramal 6 (Ramal Honmachi): Estación Matsuyamashi → Línea Hanazono → Minami-Horibata → Línea Honmachi → Honmachi 6
- Tren de Botchan (坊っちゃん列車 Botchan-ressha?): Estación Matsuyamashi → Minami-Horibata → Ōkaidō → Kami-Ichiman → Onsen de Dōgo (solo se detiene en las estaciones indicadas y en algunas de ellas solo para el descenso)

## Historia
- 1947: el 25 de marzo se inaugura la línea Hanazono.